# Geir Myhre
Geir Tore Myhre (7. april 1954 - 22. juli 2016) var en norsk ishockeyspiller og -træner. Han spillede for  Norges ishockeyhold og deltog i Vinter-OL i 1980 og 1984. 
Ud over moderklubben Grüner Ishockey, repræsenterede han Hasle-Løren Idrettslag, Sparta Warriors, Vålerenga Ishockey og Trondheim Ishockeyklubb.
Myhre var træner for det norske landshold i ishockey fra 1994 til 1996. Han har også været været træner for Vålerenga Ishockey, Stjernen Hockey, Manglerud Star Ishockey og Lillehammer Ishockeyklubb.
Myhre spillede 48 officielle landskampe for Norge, og vant Gullpucken i 1980 og 1982. Han deltog under vinter-OL for Norge i  1980 i Lake Placid med  ellevteplads, og i  1984 i Sarajevo, også med  ellevteplads.